# Mário Caldeira
Mário Manuel Bruno Caldeira, (Alemanha, 28 de Agosto de 1976) é um fotógrafo português reconhecido pelo seu estilo de fotografia, em que capta o quotidiano de uma forma "aberta", deixando ao espectador vários caminhos para a interpretação e ligação ao seu trabalho.

## Biografia
Nasceu na Alemanha e é filho de emigrantes Portugueses, por mero acaso da vida teve o seu primeiro contacto com a fotografia em 1997, tendo depois mais tarde frequentado o curso de fotografia da ARCO em Lisboa e um pequeno estágio de formação em Nova Iorque.
Em 1999 é convidado pelo Jornal Público, na pessoa de Luís Ramos para ser o correspondente fotográfico nacional da zona centro de Portugal, em 2002 inicia a colaboração com a Agência Lusa a convite de Paulo Carriço, onde se mantém até ao fim de 2011 como fotógrafo correspondente da zona oeste de Portugal. Em 2012 inicia uma nova fase da sua vida, dedicando-se apenas á sua fotografia de autor. Tendo como eleição o Fotojornalismo, o seu trabalho engloba também outras vertentes da arte fotográfica, tais como arquitectura, retrato e fotografia empresarial/publicitária.
O seu trabalho Freelancer está presente em variadas organizações, empresas e publicações, de salientar as seguintes: "New York Times"(Estados Unidos), "MTV"(Estados Unidos), "Moave Oil"(Estados Unidos), "R.A."(FRA),"Daily Mail(ENG), VIA LUSA "EPA"(EUR), "Agência Lusa"(POR), Jornal "Público"(POR), "Sonae"(POR), "Staples"(POR), "ACP Sport"(POR), "Inner Circle"(ENG), "Ford"(EUR), VIA Obimais "Mazda"(POR), "Câmaras Municipais de Lisboa e Óbidos"(POR), "Seminole Pools"(Estados Unidos), "Associação de Municipios do Oeste" (POR), VIA Lusa "Jornal de Noticias, "Diario de Noticias", "Correio da Manhã", Sol, Expresso, 24Horas, Sapo.pt, Etc…"

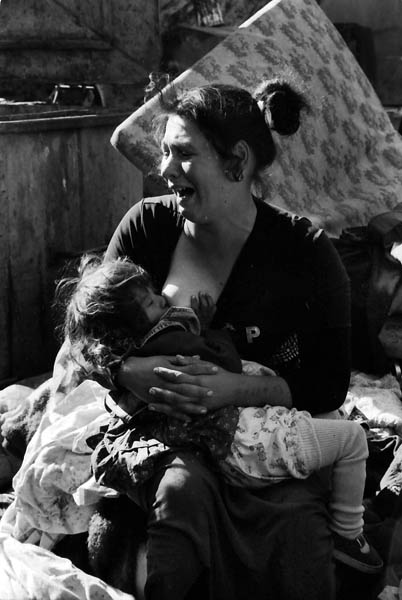
Fotografia captada por Mário Caldeira

O valor da sua fotografia de autor é reconhecido em Portugal, como também internacionalmente. Actualmente tem 43 imagens em colecções de arte portuguesas e internacionais, como também algumas dezenas em livros de fotografia portugueses e internacionais.
Tem como referências o retrato social de Portugal no inicio do novo século(2000 a 2008), a reportagem fotográfica "O templo do mundo" efectuada no Cambodja em 2008 e o retrato social da "Nova China" trabalho efectuado em 2010.